# Megaselia compressa
Megaselia compressa är en tvåvingeart som beskrevs av Borgmeier 1966. Megaselia compressa ingår i släktet Megaselia och familjen puckelflugor.
Artens utbredningsområde är Maryland. Inga underarter finns listade i Catalogue of Life.